# Pomacentrus imitator
Pomacentrus imitator är en fiskart som först beskrevs av Whitley, 1964.  Pomacentrus imitator ingår i släktet Pomacentrus och familjen Pomacentridae. Inga underarter finns listade i Catalogue of Life.